# Buddenbrockia plumatellae
Buddenbrockia plumatellae — вид паразитичних кнідарій родини Saccosporidae. Один з трьох відомих представників класу Malacosporea.

## Опис
Червоподібний організм завдовжки до 2 мм. Має чотири вісі симетрії. Паразитує у прісноводних мохуватках. Трапляється у Plumatella fungosa, Hyalinella punctata та Fredericella